# Gare de Valenciennes-Faubourg-de-Paris
Pour les articles homonymes, voir Gare du Faubourg.
Ne doit pas être confondu avec Gare de Valenciennes.
La gare de Valenciennes-Faubourg-de-Paris est une ancienne gare ferroviaire française, située sur le territoire de la commune de Valenciennes, dans le département du Nord, en région Hauts-de-France. La ville reste desservie par sa gare principale.

## Situation ferroviaire
Établie à 23 mètres d'altitude, la gare de Valenciennes-Faubourg-de-Paris est située au point kilométrique (PK) 48,425 de la ligne de Fives à Hirson, entre la gare de Valenciennes et celle du Poirier-Université. Gare de bifurcation, elle était également située sur la ligne de Lourches à Valenciennes ; elle constitue l'origine de la ligne de Valenciennes-Faubourg-de-Paris à Hautmont, cette dernière étant désormais fermée.

## Galerie de photographies

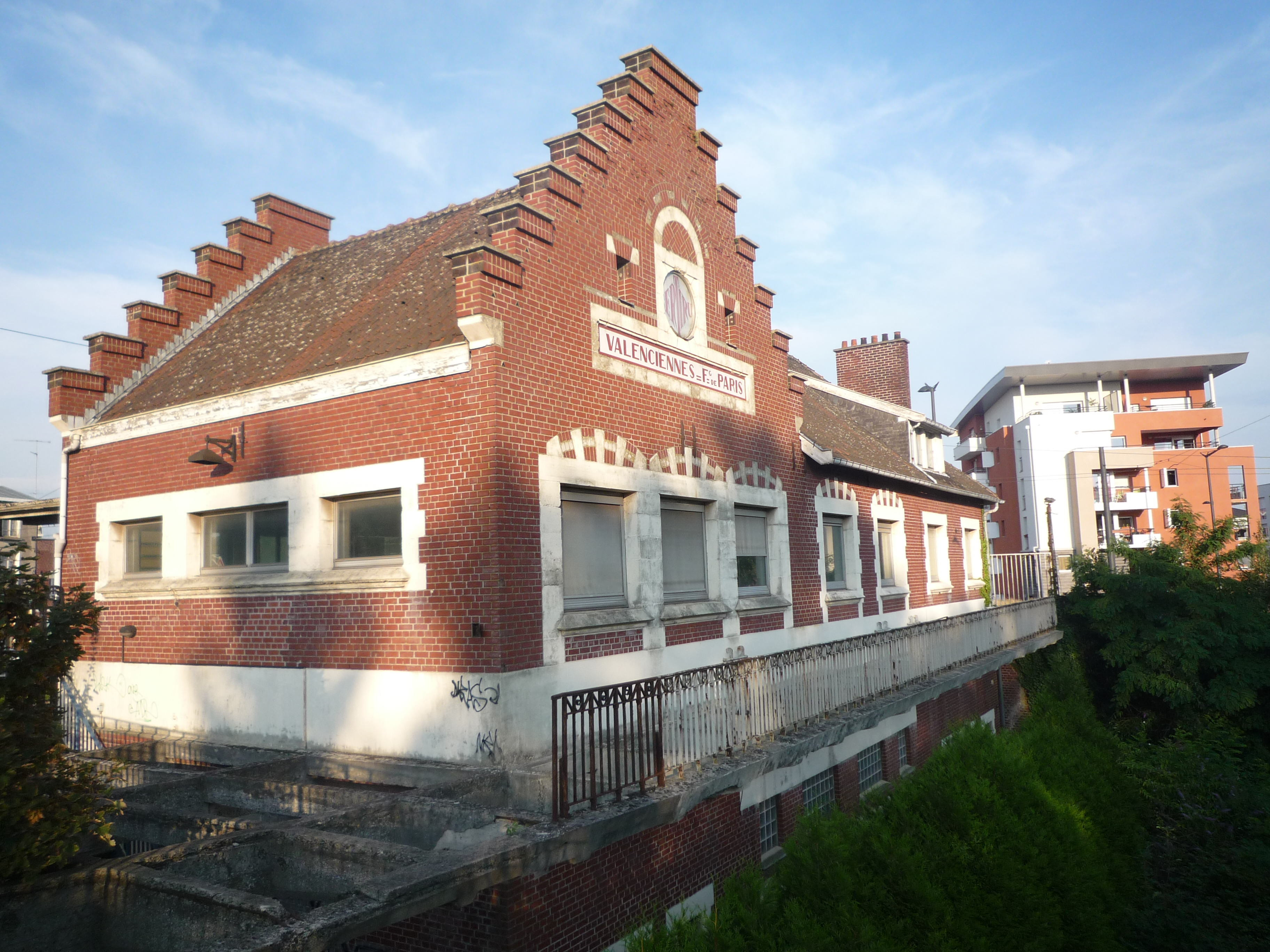
Le bâtiment voyageurs, vu depuis le pont voisin.
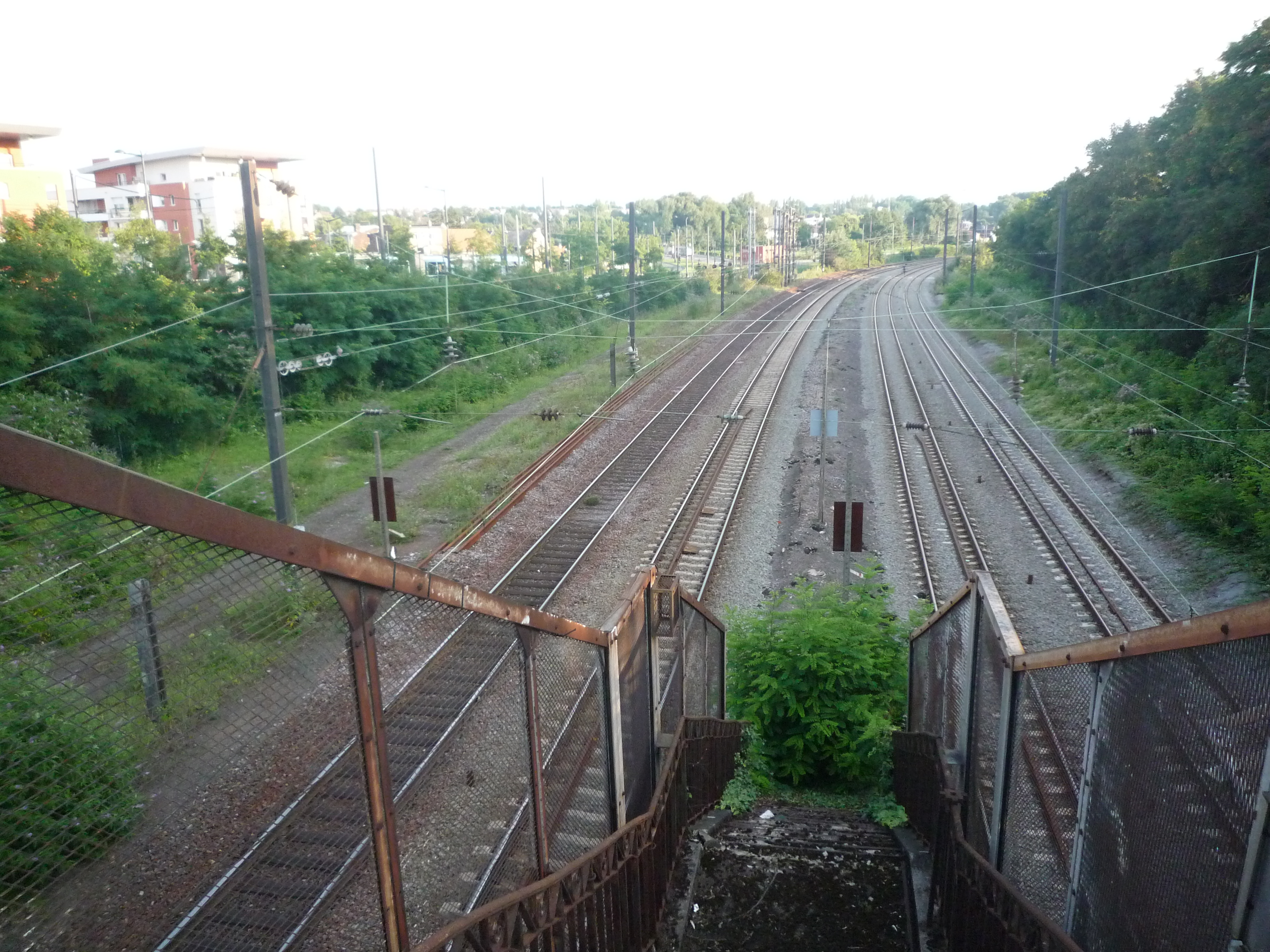
Vue sur les voies.